# Aloe catengiana
Aloe catengiana é uma espécie de liliopsida do gênero Aloe, pertencente à família Asphodelaceae.